# Schieren (Lussemburgo)
Schieren è un comune del Lussemburgo centrale. Fa parte del cantone di Diekirch, nel distretto omonimo.
Nel 2001, la città di Schieren, capoluogo del comune che si trova nella parte occidentale del suo territorio, aveva una popolazione di 1 358 abitanti.
Il comune fu costituito il 1º luglio 1850, quando il suo territorio e quello di Erpeldange furono scorporati da Ettelbruck.
La legge istitutiva fu approvata il 22 gennaio 1850.
Nella città c'è una stazione dei vigili del fuoco che risale al 1894, quando fu attivata con cinque pompieri volontari.

## Trasporti
È servita una stazione ferroviaria che collega la città con Lussemburgo e Diekirch e ha anche un'uscita dell'A7.